# Портрет музичара
Портрет музичара је слика која се, према неким научницима, приписује Леонарду да Винчију. Слика је настала око 1490. године, а сликана је техником уље на дрвету.
За човека на слици се једно време мислило да је Франкино Гафурио, који је био“maestro di cappella” у Миланској катедрали. Иако неки верују да је то портрет Гафурија, други мисле да је то портрет анонимног човека. Комад папира који држи је део неког музичког дела, сходно томе да су на њему исписане ноте. Слика је у великој мери обновљена и поново обојена, вероватно зато што ју је Леонардо оставио недовршену, али близу крају.
Слика приказује музичара који држи нотни запис. Он гледа у нешто ван видокруга посматрача. У поређењу са детаљно насликаним лицем, црвена капа, туника и коса изгледају као да су насликане од стране неког другог сликара. Историчари уметности су препознали карактеристике Леонардовог сликарства на лицу овог портрета, иако су можда нотни запис и рука касније додати на оригинално дело.
Зигфрид Волдек, холандски илустратор, тврдио је да је портрет музичара један од три Да Винчијева аутопортрета.